# Jamina (keresztnév)
A Jamina arab eredetű női név, jelentése: boldog.

## Gyakorisága
Az 1990-es években nem lehetett anyakönyvezni, a 2000-es években nem szerepel a 100 leggyakoribb női név között.

## Névnapok
- május 24.
- május 30.